# Loxopsis
Loxopsis is een geslacht van Phasmatodea uit de familie Diapheromeridae. De wetenschappelijke naam van dit geslacht is voor het eerst geldig gepubliceerd in 1859 door Westwood.

## Soorten
Het geslacht Loxopsis omvat de volgende soorten:
- Loxopsis agondas (Westwood, 1859)
- Loxopsis conocephala (Haan, 1842)
- Loxopsis sarmientoi Bresseel, 2012
- Loxopsis seowi Brock, 1999
- Loxopsis superba Redtenbacher, 1908
- Loxopsis tboli Bresseel, 2012